# Robbie Brink
Robert Andrew Brink (Pretoria, 21 luglio 1971) è un ex rugbista a 15 sudafricano, flanker degli Stormers e campione del mondo nel 1995 con gli Springbok.

## Biografia
Cresciuto nel Western Province, ebbe una brevissima carriera internazionale, due incontri con gli Springbok durante la Coppa del Mondo di rugby 1995 (altrettante vittorie contro Romania e Canada) che comunque gli valsero la laurea a campione del mondo.
Professionista con gli Stormers in Super Rugby, militò con la franchise di Città del Capo fino al 2001, anche se la sua carriera fu costellata da numerosi infortuni che lo tennero lontano dal campo per diversi periodi.
Nel luglio 2001 firmò un contratto con l'Ulster, formazione nordirlandese di Celtic League, ma anche in tale squadra gli infortuni gli permisero di scendere in campo in solo un incontro, per 40 minuti, finché, dopo l'undicesimo intervento chirurgico alla spalla senza successo, Brink decise di terminare la carriera nel 2002 a 31 anni.

## Palmarès
- Coppe del mondo: 1
Sudafrica: 1995
- Currie Cup: 2
Western Province: 2000, 2001